# Svartgöl (Ukna socken, Småland, 644260-154327)
Svartgöl är en sjö i Västerviks kommun i Småland och ingår i Vindåns huvudavrinningsområde.